# Coupe du monde de snowboard 1994-1995
Navigation
Édition suivante
La coupe du monde de snowboard 1994-1995 a débuté le 24 novembre 1994 par des épreuves de slalom parallèle organisées en Autriche et s'est terminée le 26 février 1995 à Calgary (Canada). Il s'agit de la 1re édition de la Coupe du monde de snowboard.

## Calendrier et podiums
Épreuves
| - Slalom : SL - Slalom géant : GS | - Slalom parallèle : PAR - Half-pipe : HP |  |

### Femmes
| Date       | Lieu               | Épreuve | Vainqueur       | Second           | Troisième        |
| ---------- | ------------------ | ------- | --------------- | ---------------- | ---------------- |
| 24/11/1994 | Zell am See/Kaprun | PAR     | Karine Ruby     | Marcella Boerma  | Amalie Kulawik   |
| 26/11/1994 | Zell am See/Kaprun | GS      | Amalie Kulawik  | Heidi Renoth     | Isabel Zedlacher |
| 05/12/1994 | Pitztal            | GS      | Karine Ruby     | Marcella Boerma  | Sondra Van Ert   |
| 06/12/1994 | Pitztal            | SL      | Heidi Renoth    | Marcella Boerma  | Alexandra Krings |
| 13/01/1995 | Les Deux Alpes     | GS      | Karine Ruby     | Birgit Herbert   | Stacia Hookom    |
| 14/01/1995 | Les Deux Alpes     | PAR     | Steffi Prentl   | Manuela Riegler  | Marion Posch     |
| 20/01/1995 | San Candido        | HP      | Sabrina Sadeghi | Cammy Potter     | Annemarie Uliasz |
| 21/01/1995 | San Candido        | PAR     | Marion Posch    | Karine Ruby      | Heidi Renoth     |
| 22/01/1995 | San Candido        | SL      | Marcella Boerma | Steffi Prentl    | Karine Ruby      |
| 28/01/1995 | Hindelang-Oberjoch | PAR     | Heidi Renoth    | Marion Posch     | Marcella Boerma  |
| 29/01/1995 | Hindelang-Oberjoch | GS      | Karine Ruby     | Stacia Hookom    | Amalie Kulawik   |
| 02/02/1995 | Alts               | GS      | Birgit Herbert  | Marion Posch     | Stacia Hookom    |
| 03/02/1995 | Alts               | HP      | Sabrina Sadeghi | Kaori Takeyama   | Annemarie Uliasz |
| 08/02/1995 | Mont Bachelor      | GS      | Birgit Herbert  | Karine Ruby      | Sondra Van Ert   |
| 09/02/1995 | Mont Bachelor      | SL      | Karine Ruby     | Alexandra Krings | Heidi Renoth     |
| 10/02/1995 | Mont Bachelor      | HP      | Sabrina Sadeghi | Cammy Potter     | Annemarie Uliasz |
| 14/02/1995 | Breckenridge       | GS      | Karine Ruby     | Alexandra Krings | Heidi Renoth     |
| 15/02/1995 | Breckenridge       | SL      | Marcella Boerma | Heidi Renoth     | Sondra Van Ert   |
| 16/02/1995 | Breckenridge       | HP      | Sabrina Sadeghi | Annemarie Uliasz | Cammy Potter     |
| 23/02/1995 | Calgary            | GS      | Karine Ruby     | Alexandra Krings | Marion Posch     |
| 24/02/1995 | Calgary            | SL      | Amalie Kulawik  | Karine Ruby      | Stacia Hookom    |
| 25/02/1995 | Calgary            | PAR     | Marion Posch    | Heidi Renoth     | Stacia Hookom    |
| 26/02/1995 | Calgary            | HP      | Sabrina Sadeghi | Annemarie Uliasz | Cammy Potter     |

### Hommes
| Date       | Lieu               | Épreuve | Vainqueur         | Second             | Troisième         |
| ---------- | ------------------ | ------- | ----------------- | ------------------ | ----------------- |
| 24/11/1994 | Zell am See/Kaprun | PAR     | Mathias Behounek  | Rainer Krug        | Mike Jacoby       |
| 26/11/1994 | Zell am See/Kaprun | GS      | Thedo Remmelink   | Heimo Bär          | Mike Jacoby       |
| 05/12/1994 | Pitztal            | GS      | Peter Pechhacker  | Thedo Remmelink    | Damien Vigroux    |
| 06/12/1994 | Pitztal            | SL      | Bernd Kroschewski | Mike Jacoby        | Rainer Krug       |
| 13/01/1995 | Les Deux Alpes     | GS      | Mike Jacoby       | Peter Pechhacker   | Harald Walder     |
| 14/01/1995 | Les Deux Alpes     | PAR     | Damien Vigroux    | Ivo Rudiferia      | Thomas Prugger    |
| 20/01/1995 | San Candido        | HP      | Lael Gregory      | Ivan Zeller        | Ross Powers       |
| 21/01/1995 | San Candido        | PAR     | Bernd Kroschewski | Thedo Remmelink    | Ivo Rudiferia     |
| 22/01/1995 | San Candido        | SL      | Thedo Remmelink   | Elmar Messner      | Peter Pichler     |
| 28/01/1995 | Hindelang-Oberjoch | PAR     | Mathias Behounek  | Mike Jacoby        | Maxence Idesheim  |
| 29/01/1995 | Hindelang-Oberjoch | GS      | Rupert Wallinger  | Peter Pechhacker   | Harald Walder     |
| 02/02/1995 | Alts               | GS      | Steve Persons     | Mike Kildevaeld    | Thedo Remmelink   |
| 03/02/1995 | Alts               | HP      | Ross Powers       | Lael Gregory       | Brian Savard      |
| 08/02/1995 | Mont Bachelor      | GS      | Mike Kildevaeld   | Steve Persons      | Mike Jacoby       |
| 09/02/1995 | Mont Bachelor      | SL      | Mike Kildevaeld   | Rainer Krug        | Sefan Kaltschuetz |
| 10/02/1995 | Mont Bachelor      | HP      | Lael Gregory      | Ross Powers        | Ivan Zeller       |
| 14/02/1995 | Breckenridge       | GS      | Steve Persons     | Peter Pechhacker   | Mike Jacoby       |
| 15/02/1995 | Breckenridge       | SL      | Ivo Rudiferia     | Steve Persons      | Peter Pichler     |
| 16/02/1995 | Breckenridge       | HP      | Lael Gregory      | Ross Powers        | Ivan Zeller       |
| 23/02/1995 | Calgary            | GS      | Mike Jacoby       | Damien Vigroux     | Thedo Remmelink   |
| 24/02/1995 | Calgary            | SL      | Steve Persons     | Thedo Remmelink    | Peter Pichler     |
| 25/02/1995 | Calgary            | PAR     | Brad Zapisocki    | Stefan Kaltschuetz | Mike Jacoby       |
| 26/02/1995 | Calgary            | HP      | Lael Gregory      | Ross Powers        | Bjorn Leines      |

## Classements généraux
| Rang | Nom              | Pays       | Points |
| ---- | ---------------- | ---------- | ------ |
| 1    | Karine Ruby      | France     | 6480   |
| 2    | Amalie Kulawik   | Allemagne  | 3990   |
| 3    | Alexandra Krings | Autriche   | 3710   |
| 4    | Birgit Herbert   | Autriche   | 3680   |
| 5    | Stacia Hookom    | États-Unis | 3550   |

| Rang | Nom              | Pays       | Points |
| ---- | ---------------- | ---------- | ------ |
| 1    | Mike Jacoby      | États-Unis | 4811   |
| 2    | Peter Pechhacker | Autriche   | 4590   |
| 3    | Thedo Remmelink  | Pays-Bas   | 4210   |
| 4    | Steve Persons    | États-Unis | 3956   |
| 5    | Damien Vigroux   | France     | 3310   |

| Rang | Nom              | Pays      | Points |
| ---- | ---------------- | --------- | ------ |
| 1    | Marcella Boerma  | Pays-Bas  | 3520   |
| 2    | Heidi Renoth     | Allemagne | 3010   |
| 3    | Karine Ruby      | France    | 2980   |
| 4    | Amalie Kulawik   | Allemagne | 2440   |
| 5    | Alexandra Krings | Autriche  | 2400   |

| Rang | Nom             | Pays       | Points |
| ---- | --------------- | ---------- | ------ |
| 1    | SPeter Pichler  | Italie     | 2610   |
| 2    | Thedo Remmelink | Pays-Bas   | 2490   |
| 3    | Rainer Krug     | Allemagne  | 2420   |
| 4    | Steve Persons   | États-Unis | 2410   |
| 5    | Mike Jacoby     | États-Unis | 2210   |

| Rang | Nom             | Pays      | Points |
| ---- | --------------- | --------- | ------ |
| 1    | Marion Posch    | Italie    | 3400   |
| 2    | Heidi Renoth    | Allemagne | 3060   |
| 3    | Marcella Boerma | Pays-Bas  | 2690   |
| 4    | Karine Ruby     | France    | 2620   |
| 5    | Steffi Prentl   | Allemagne | 2230   |

| Rang | Nom               | Pays       | Points |
| ---- | ----------------- | ---------- | ------ |
| 1    | Mike Jacoby       | États-Unis | 2690   |
| 2    | Christph Behounek | Allemagne  | 2520   |
| 3    | rainer Krug       | Allemagne  | 2300   |
| 4    | Thedo Remmelink   | Pays-Bas   | 2126   |
| 5    | Bernd Kroschewski | Allemagne  | 2020   |

| Rang | Nom              | Pays       | Points |
| ---- | ---------------- | ---------- | ------ |
| 1    | Sabrina Sadeghi  | États-Unis | 5000   |
| 2    | Annemarie Uliasz | États-Unis | 3400   |
| 3    | Cammy Potter     | États-Unis | 2800   |
| 4    | Stacia Hookom    | États-Unis | 2170   |
| 5    | Listle Stokstad  | États-Unis | 900    |

| Rang | Nom               | Pays       | Points |
| ---- | ----------------- | ---------- | ------ |
| 1    | Lael Gregory      | États-Unis | 4800   |
| 2    | Ross Powers       | États-Unis | 4000   |
| 3    | Ivan Zeller       | Suisse     | 2800   |
| 4    | Dustin Del Gudice | États-Unis | 1810   |
| 5    | Mike Jacoby       | États-Unis | 1602   |